# Vicente González de Echávarri
Vicente González de Echávarri y Castañeda (1859-1917) fue un escritor y político español.

## Biografía
Nació en 1859. Interesado en la historia de la provincia de Álava, ejerció la medicina y fue alcalde popular de Vitoria, ateneísta y escritor, autor de numerosos libros. También ejerció como diputado provincial y ostentaba la gran cruz de Isabel la Católica. Miembro correspondiente de la Real Academia de la Historia y cronista honorario de Álava, fue también director del Monte de Piedad en Vitoria, pasando después al Banco de Bilbao. Ejerció de director literario y jefe de redacción de la Revista Médica Vasco-Navarra editada en Vitoria. Asiduo colaborador de La Libertad, publicó en forma de libro una colección de artículos titulada Vitoria histórica (1903), que en su segunda edición ―titulada esta Vitoria y sus cercanías (1904)― lleva prólogo de Federico Baráibar. Falleció el 21 de octubre de 1917.